# Aquila
Aquila là một chi chim trong họ Accipitridae.

## Các loài
- Aquila rapax (Temminck, 1828) - Đại bàng nâu[2].
- Aquila nipalensis (Hodgson, 1833) - Đại bàng hung[2].
- Aquila adalberti (C.L.Brehm, 1861) - Đại bàng hoàng đế Tây Ban Nha
- Aquila heliaca (Savigny, 1809) - Đại bàng đầu nâu[2].
- Aquila gurneyi (G.R.Gray, 1861) - Đại bàng Gurney.
- Aquila chrysaetos (Linnaeus, 1758) - Đại bàng vàng.
- Aquila audax (Latham, 1802) - Đại bàng đuôi nêm.
- Aquila verreauxii (Lessoni) 1831 - Đại bàng Verreaux.
- Aquila africana (Cassin, 1865)
- Aquila fasciata (Vieillot, 1822) - Đại bàng má trắng[2].
- Aquila spilogaster (Bonaparte, 1850)

## Hình ảnh

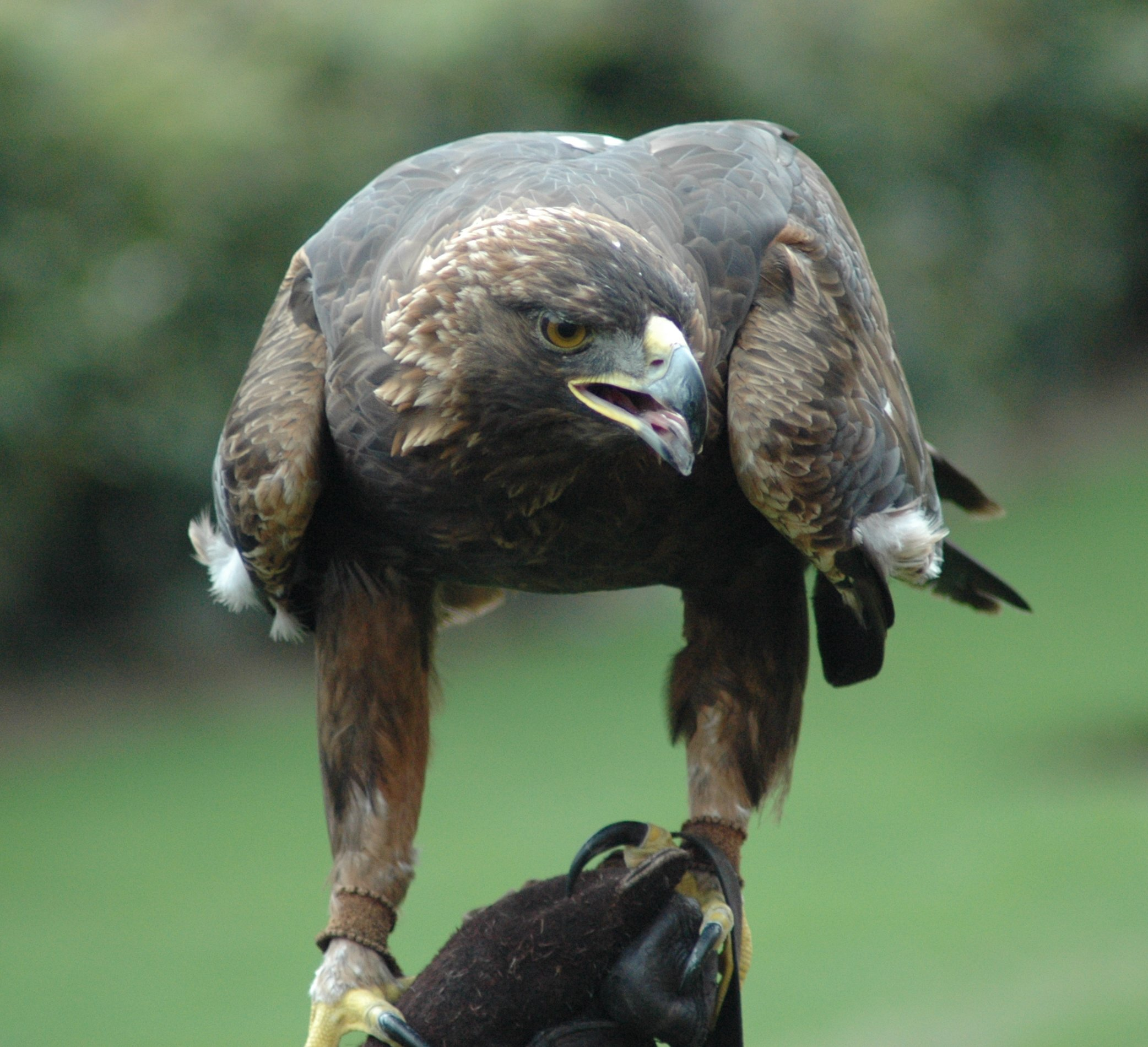
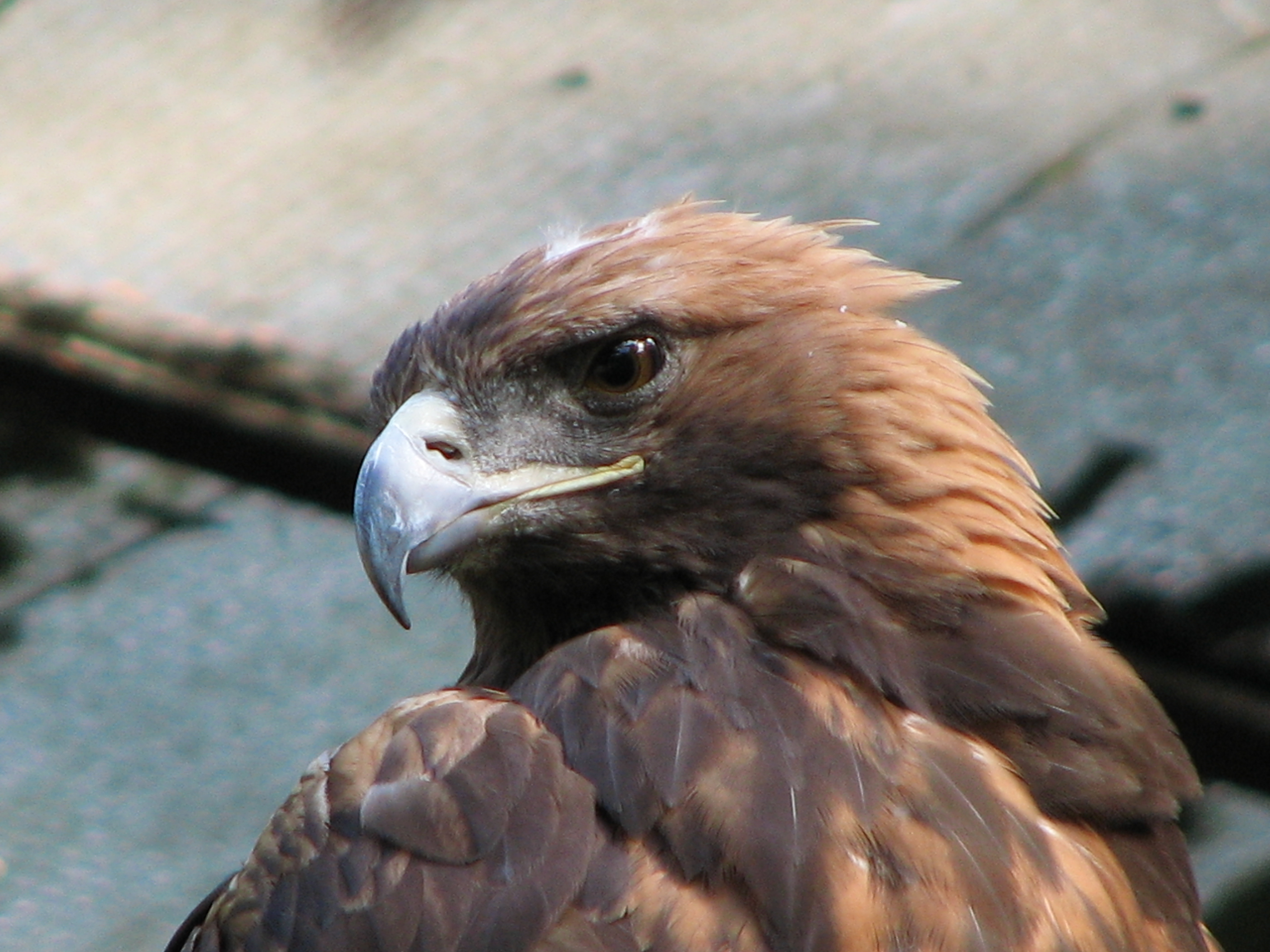
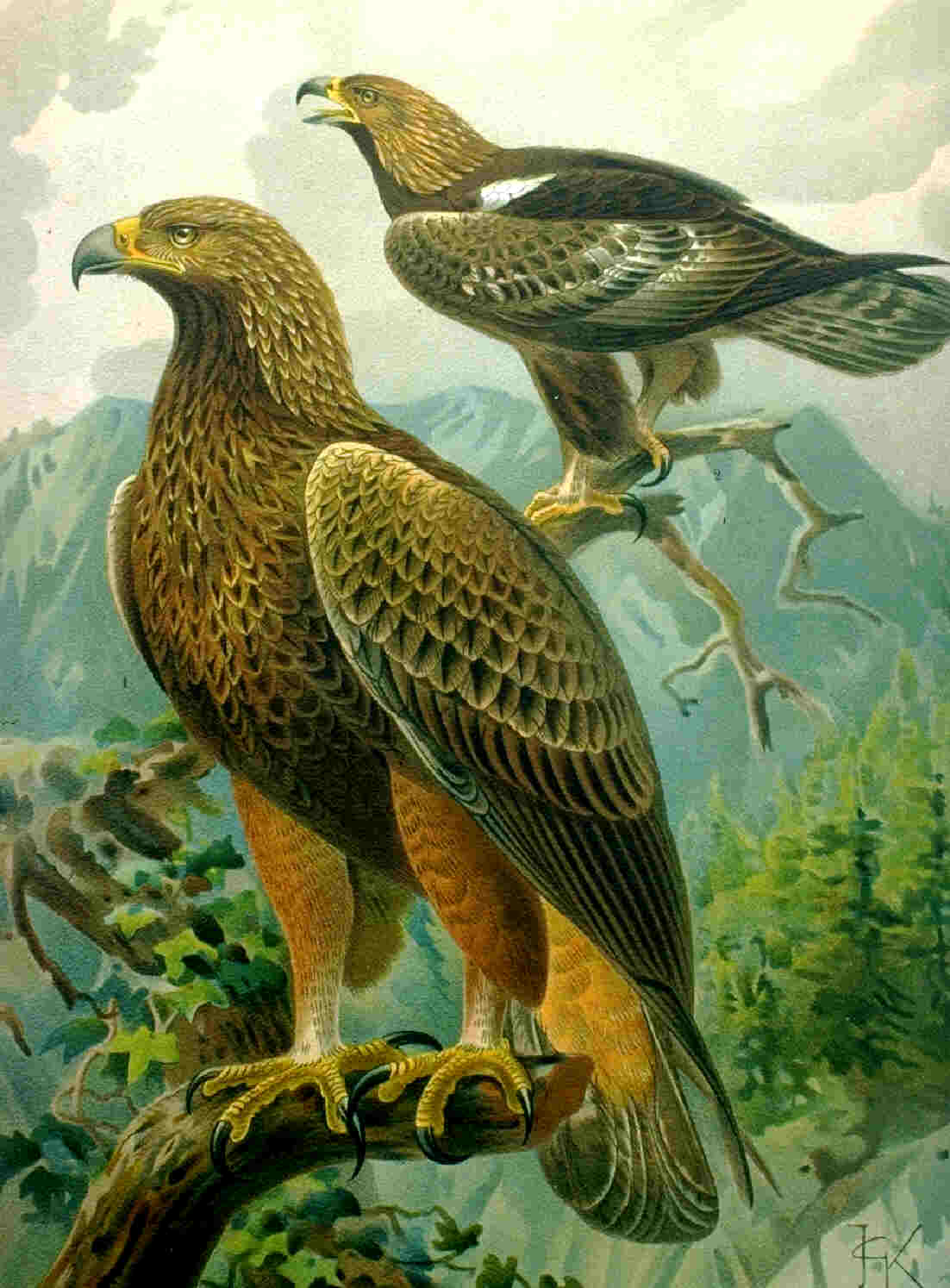
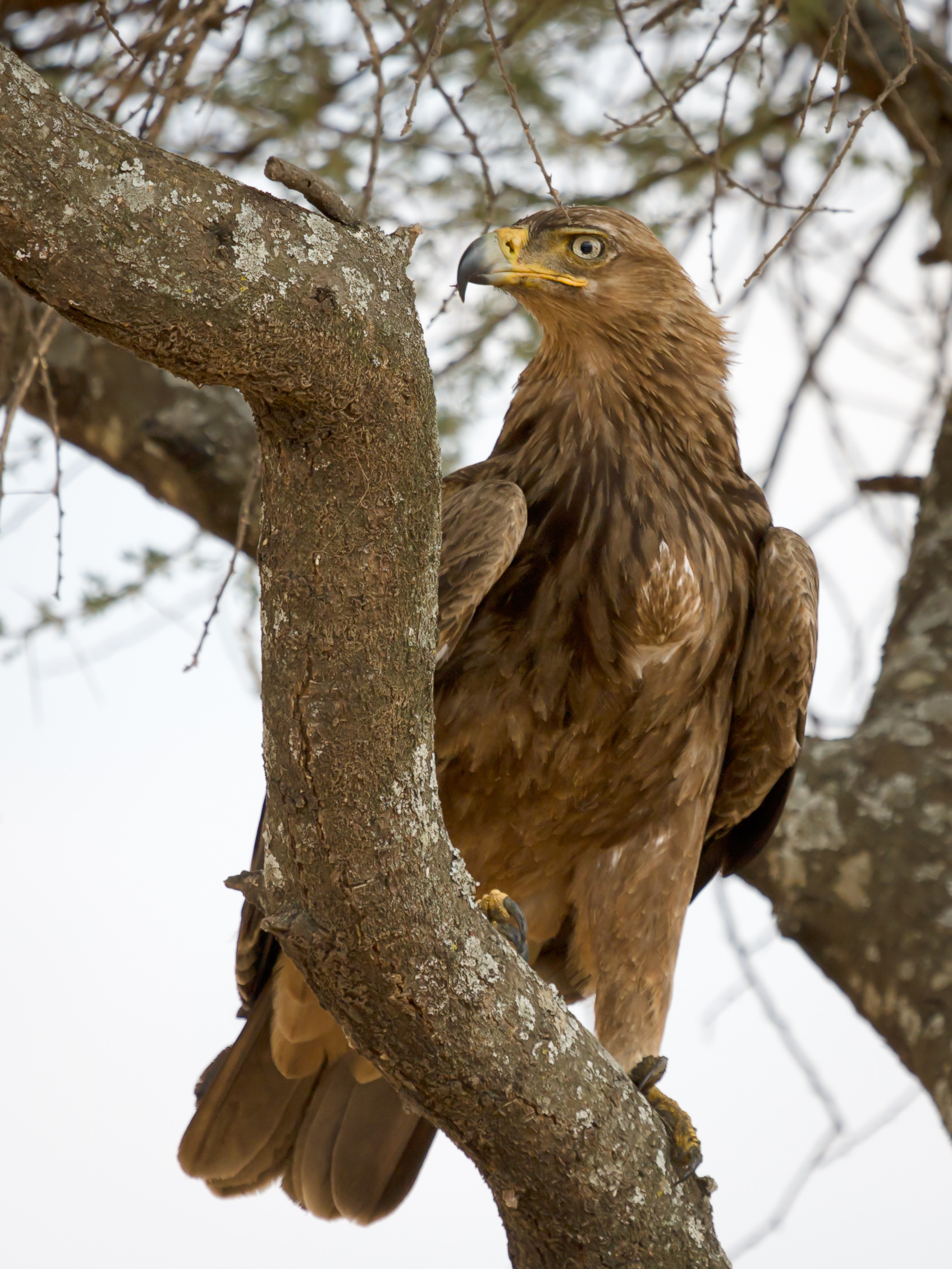